# Dragonyos

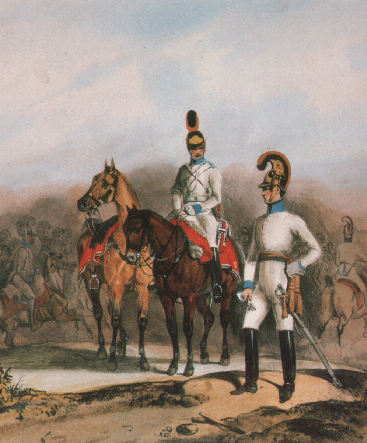
Ekkor már közepes lovasságnak számító osztrák császári-királyi dragonyosok (k.k. Dragoner) 1830 táján.

A dragonyosok eredetileg gyalogoskatonák voltak, akik a csatában lóháton közlekedtek, de ha harcra került a sor, leszálltak, és gyalogszerrel hadakoztak. Egész Európában elterjedt volt ez a harcmodor a 17. és 18. században. Eleinte nem lovasságként tartották őket számon, de a 18. században fokozatosan bekerültek ebbe a kategóriába, ekkortól közepes lovasságnak számítottak. A dragonyos szó a francia hadsereg által használt sárkány (dragon) alakú, kanóctartókkal ellátott tűzfegyverek nevéből származik. A dragonyosok a kardon kívül rövid puskával is fel voltak fegyverezve. A nevet máig is használja több ceremoniális lovas és gépesített katonai egység.

## Történetük és szerepük
A gyalogság gyors szállítását már korábban is lóháton oldották meg, ebből fejlődött ki az új harcmodor a 17. században. Több elmélet is létezik arra, hogy kitől származott az ötlet, hogy a harcmezőn az utolsó pillanatig lóháton maradjon a gyalogság. Egyik feltételezés szerint Alessandro Farnese ültette lovakra spanyol serege több gyalogos ezredét 1553-ban, hogy meglepje ellenfelét. Egy másik szerint az első dragonyosokat Charles de Cossé tábornagy, Brissac hercege (1550–1626) állította ki 1600-ban.
A korai dragonyosok nem a lovasságra jellemző századokba vagy szakaszokba voltak osztva, hanem seregekbe, mint a gyalogság, és tisztjeik gyalogsági rangjelzést viseltek. Nem a lovasságra jellemző trombitást, hanem a gyalogságban használatos dobost alkalmaztak a parancsok továbbítására. A dragonyosokat olcsóbb volt fenntartani, mint a valódi lovasszázadokat, így jól alkalmazhatóak voltak rendfenntartó feladatokra is. Amikor a 17. században II. Gusztáv Adolf király bevezette a dragonyosokat a svéd hadseregbe, szablyával, baltával és kovás muskétával szerelte fel őket. Ez a felszerelés vált később általánossá a legtöbb európai országban. A 18. század során a dragonyosok lovasított gyalogságból közepes lovassággá alakultak, átmenetet képezve a könnyűlovas huszár, ulánus (dzsidás), és a nehéz csatalovasság, a vértes (kürasszír) egységek között. 

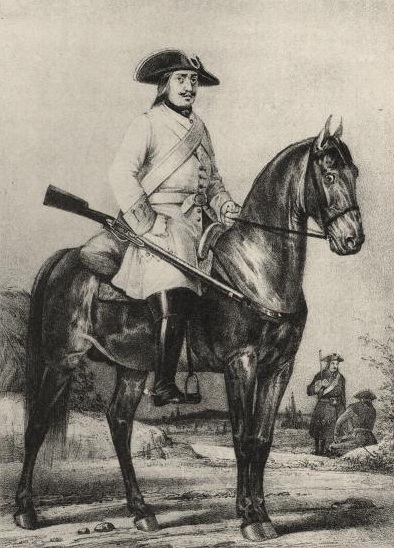
Még lovasított gyalogságként szolgáló orosz dragonyos 1710-ben. Egyértelműen a lovasított gyalogsági szerepkörre utal fő fegyverzete, a hosszú csövű puska is
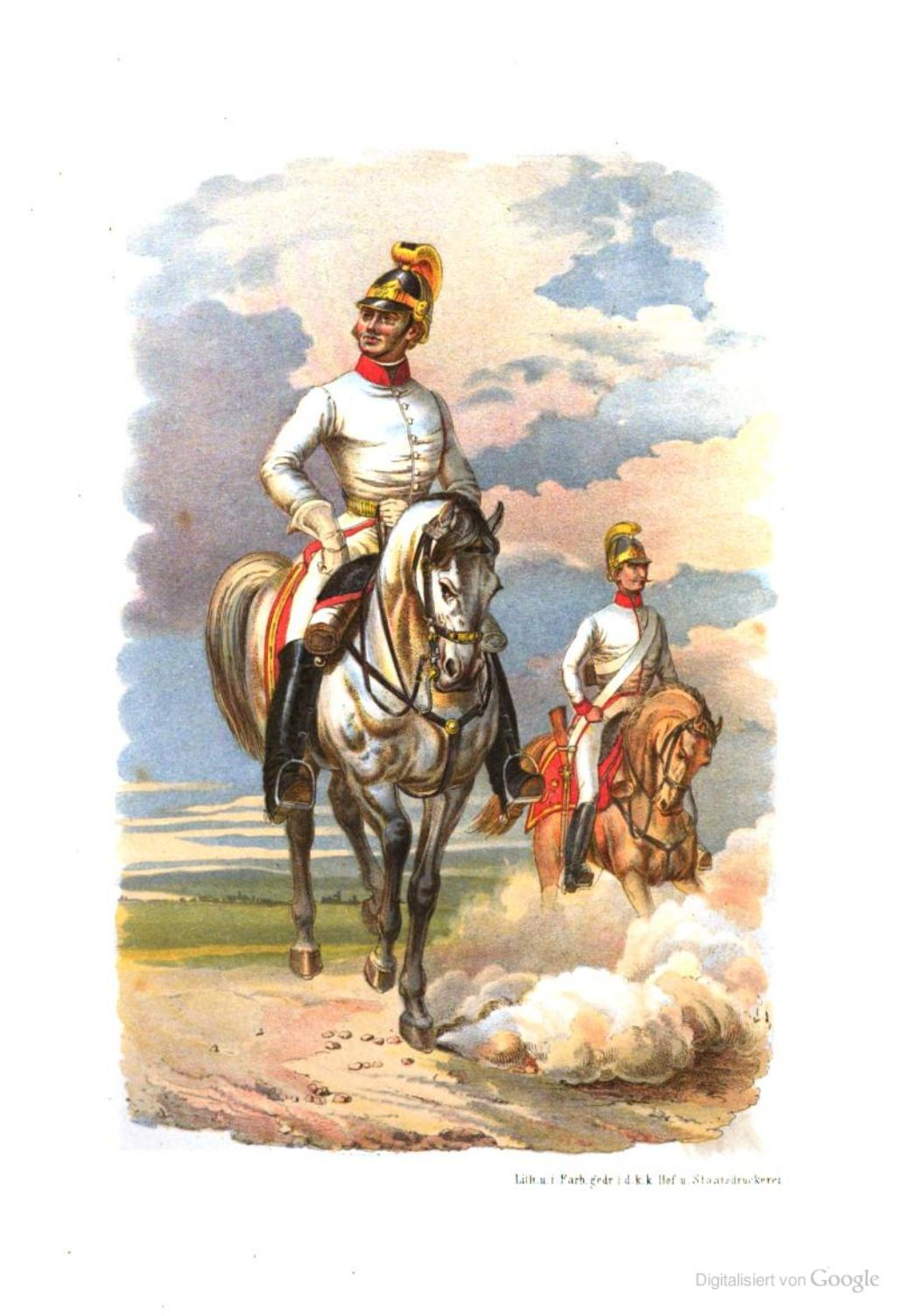
Ekkor már közepes lovasságként harcoló osztrák császári-királyi dragonyosok (k.k. Dragoner) 1800 táján
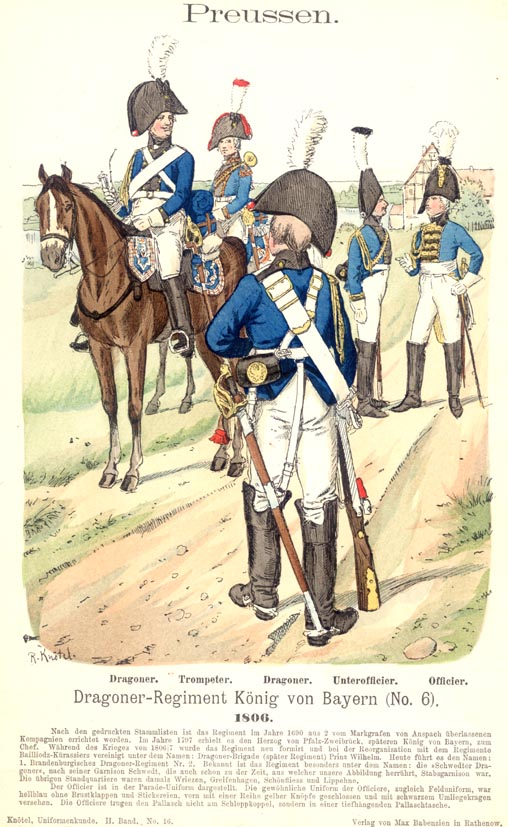
Ekkor már közepes lovasságként harcoló porosz dragonyosok 1806-ban
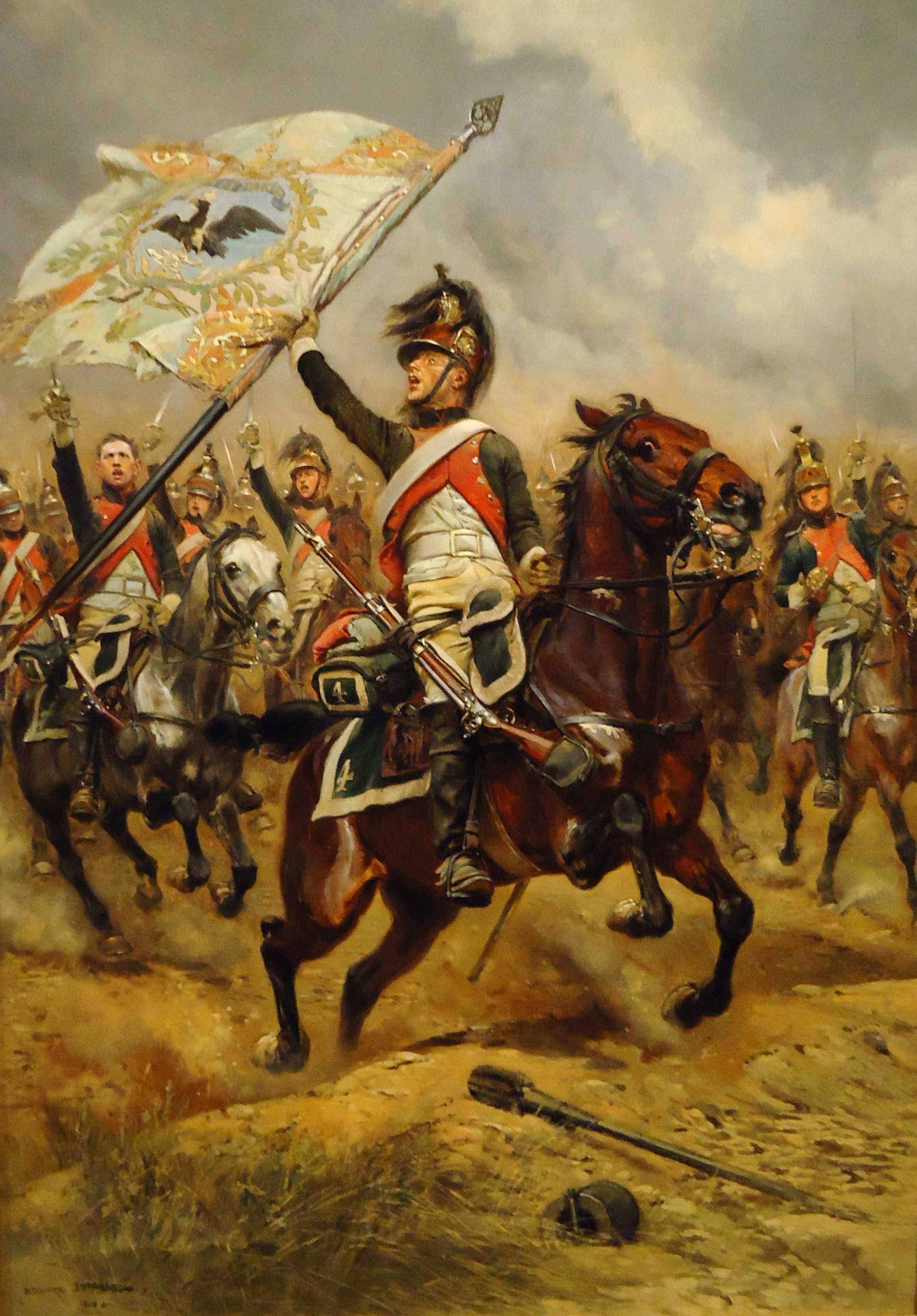
Ekkor már közepes lovasságként harcoló francia dragonyosok zsákmányolt porosz ezredzászlóval a jénai csatában

## Fordítás
Ez a szócikk részben vagy egészben  a   Dragoon című angol Wikipédia-szócikk fordításán alapul.  Az eredeti cikk szerkesztőit annak laptörténete sorolja fel. Ez a jelzés csupán a megfogalmazás eredetét és a szerzői jogokat jelzi, nem szolgál a cikkben szereplő információk forrásmegjelöléseként.